# Tu-22
Tu-22 (ros. Ty-22) – radziecki odrzutowy ponaddźwiękowy bombowiec i samolot rozpoznawczy, skonstruowany w biurze konstrukcyjnym Tupolewa, w kodzie NATO oznaczany jako Blinder.

## Rozwój i wersje

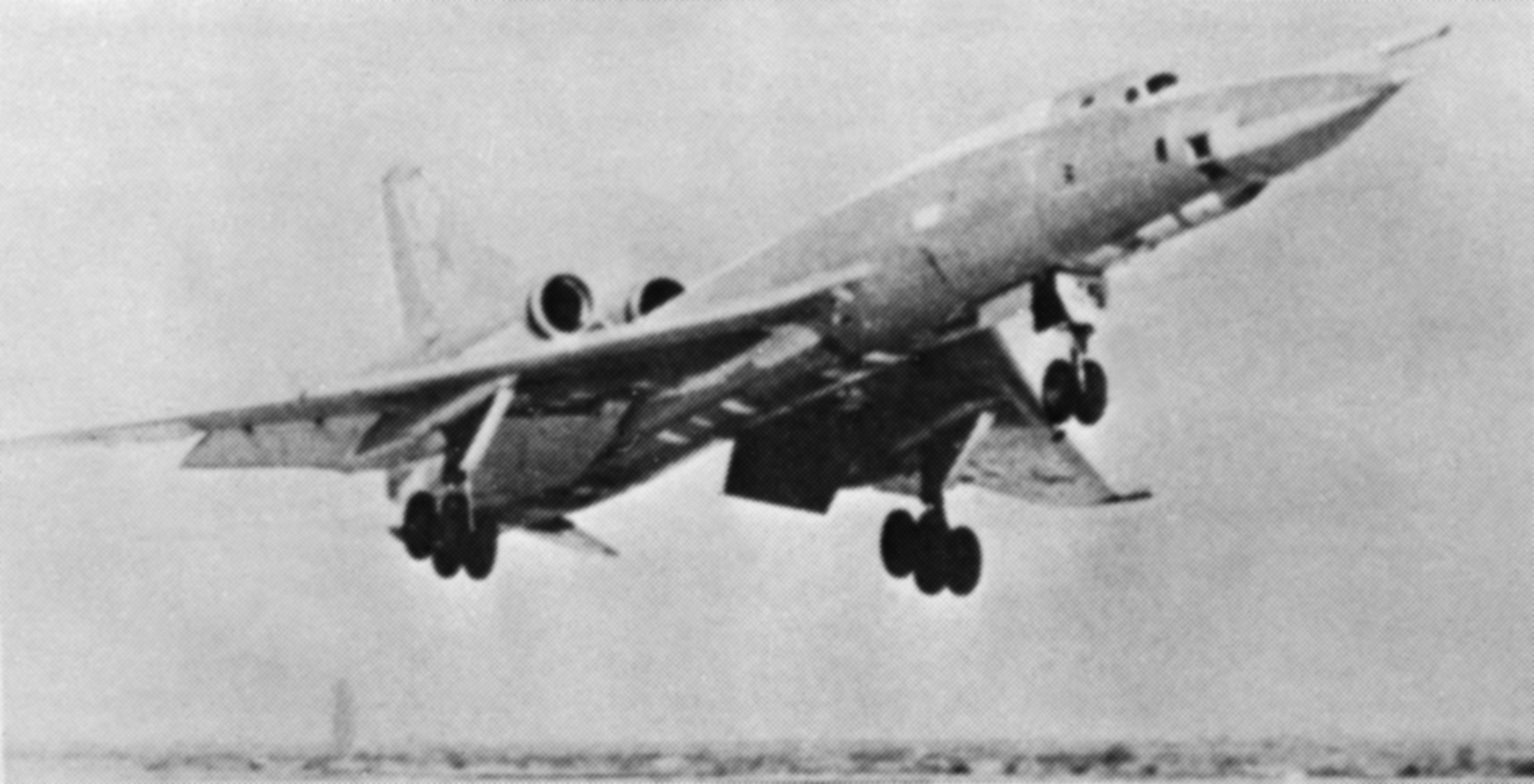
Tu-22 podczas podejścia do lądowania

Samolot powstał w biurze konstrukcyjnym OKB-156 Andrieja Tupolewa na zapotrzebowanie ponaddźwiękowego bombowca dalekiego zasięgu. Prace projektowe rozpoczęto w 1954. Pierwszy prototyp, oznaczony jako samolot „105” (lub Tu-105) został oblatany 21 czerwca 1958, drugi zmieniony prototyp „105A” – 7 września 1959. Pomimo katastrofy samolotu „105A” 21 grudnia, został on zaakceptowany do produkcji pod oznaczeniem Tu-22. Samolot Tu-22 był produkowany w zakładzie nr 22 w Kazaniu.
Pierwszy seryjny samolot został oblatany 21 czerwca 1960. 9 lipca 1961 został po raz pierwszy zaprezentowany na paradzie w Tuszynie. Pierwsze serie samolotów, będących wciąż na etapie rozwoju, wykazywały liczne problemy. Doszło przy tym do kilku katastrof, ale większość usterek konstrukcji została usunięta do połowy lat 60. Samolot był produkowany w następujących wersjach:
- Tu-22 – podstawowy wariant bombowca. Wyprodukowano ich jedynie 20, służących następnie do treningu, testów lub przebudowy na prototypy innych wersji
- Tu-22K, KD – bombowiec uzbrojony w pocisk rakietowy Ch-22 (kompleks rakietowy K-22). Produkowany od 1965, zbudowano ok. 100, łącznie z wersjami KP i KDP
- Tu-22KP, KDP – samolot walki radioelektronicznej, uzbrojony w pocisk rakietowy przeciwradarowy Ch-22P. Produkowany od 1968
- Tu-22R, RD – samolot rozpoznawczo-bombowy, do prowadzenia rozpoznania fotograficznego i radioelektronicznego. Po demontażu aparatury rozpoznawczej, mógł służyć jako bombowiec. Zbudowano ich ok. 130, łącznie z wersjami RK, RDK i RDM
- Tu-22RK, RDK – samolot rozpoznawczo-bombowy, wyposażony w nowszą aparaturę rozpoznania radiotechnicznego Kub
- Tu-22RDM – modernizacja samolotu rozpoznawczego z początku lat 80., z nowszą aparaturą w podwieszanym kontenerze, w tym do rozpoznania w podczerwieni
- Tu-22P, PD – samolot walki radioelektronicznej z 1964, służący do aktywnego i pasywnego zakłócania stacji radiolokacyjnych i naprowadzania bombowców na cele, zbudowano ok. 50
- Tu-22U, UD – samolot treningowy, zbudowano 46
- Tu-22B – bombowiec – eksportowa modyfikacja Tu-22R

Warianty oznaczone literą „D” były dostosowane do tankowania w powietrzu – w produkcji od połowy lat 60. Ogółem, w latach 1961–1969 w zakładach lotniczych Nr. 22 (obecnie KAPO im. Gorbunowa) w Kazaniu zbudowano 311 samolotów Tu-22. Następcą Tu-22 był Tu-22M (Tu-26), będący mimo nazwy zupełnie nową i odmienną konstrukcją.

## Służba
Pierwsze samoloty weszły do eksploatacji w radzieckim lotnictwie w 1962, jeszcze przed oficjalnym wstąpieniem do służby. Samoloty te w tym czasie uczestniczyły jeszcze w próbach fabrycznych, zmierzających do usunięcia usterek. Pierwsze samoloty otrzymały 121., 203. i 341. pułki Lotnictwa Dalekiego Zasięgu, wchodzące w skład 15. Dywizji Lotniczej, stacjonujące na zachodzie ZSRR. Większość maszyn tego typu następnie została przydzielona również do pułków lotnictwa dalekiego zasięgu rozmieszczonych na zachodzie ZSRR, niewielka część wchodziła w skład pułków rozpoznawczych floty bałtyckiej (obwód królewiecki) i floty czarnomorskiej.
Samolot został początkowo nie bez przyczyny nazwany w kodzie NATO „Beauty” – „piękność”, lecz nazwa kodowa została następnie zmieniona na „Blinder”. Radzieccy piloci nazywali samolot: szyło – „szydło”. Zaletą Tu-22 były bardzo dobre charakterystyki lotne, nie był on jednak łatwy w pilotażu. Podstawowym przeznaczeniem samolotów Tu-22K, wspieranych w akcji przez zakłócające Tu-22P, była walka z grupami okrętów, przede wszystkim lotniskowcami wroga, za pomocą pocisków Ch-22 i przeciwradiolokacyjnych Ch-22P. Mogły one ponadto zwalczać inne cele punktowe i powierzchniowe, kontrastowe radiolokacyjnie. Profil użycia samolotów Tu-22 obejmował przelot z prędkością poddźwiękową, a lot z prędkością naddźwiękową – jedynie na kilkaset kilometrów przed celem, z uwagi na zużycie paliwa. Pociski Ch-22 odpalano 350–200 km przed celem, Ch-22P – 500–400 km przed celem.
Jedno z niewielu użyć bojowych radzieckich
Tu-22 miało miejsce w czasie interwencji w Afganistanie, w 1988. Samoloty zakłócające Tu-22PD osłaniały bombowce Tu-22M, podczas operacji nad Afganistanem w pobliżu granicy z Pakistanem, przed ewentualnymi działaniami pakistańskiej obrony powietrznej.
W czasie rozwoju konstrukcji i służby w jednostkach, około 50 samolotów tego typu uległo wypadkom z powodu różnych przyczyn (około połowa załóg się uratowała). Tu-22 wycofano ze służby w Rosji od początku do połowy lat 90.

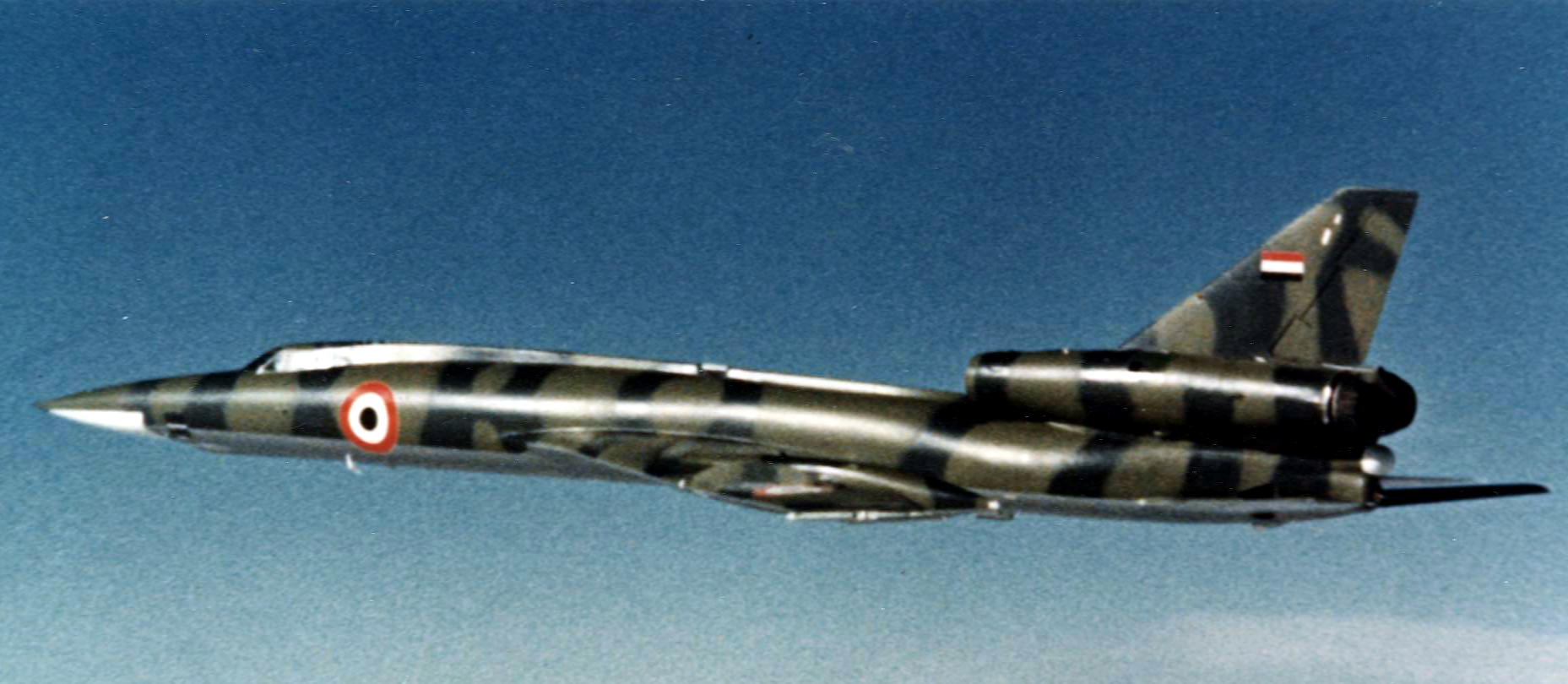
Libijski Tu-22

Niewielką liczbę Tu-22B i Tu-22U wyeksportowano w latach 70. do Libii i Iraku. Libijskie samoloty stanowiły główną siłę uderzeniową w interwencjach Mu’ammara al-Kaddafiego w sąsiednich państwach afrykańskich. Po raz pierwszy, z 29 na 30 marca 1978 zbombardowały miasto Mwanza w Tanzanii, udzielając pomocy siłom Idi Amina, dyktatora Ugandy. W październiku 1980, a ponownie w 1981 i 1986 roku, bombowce libijskie interweniowały w wojnie domowej w Czadzie, a w 1984 i 1986 w Sudanie. 8 sierpnia 1987 czadyjska obrona przeciwlotnicza zestrzeliła jeden z Tu-22 za pomocą zdobycznego zestawu Kub. Kolejnego Tu-22 Libia straciła miesiąc później (7 września) w czasie rajdu bombowego na Ndżamenę. Pilotowanego przez enerdowską załogę zestrzeliła francuska obsługa pocisków MIM-23 Hawk. Irackie Tu-22 wzięły z kolei udział w wojnie iracko-irańskiej 1980-88.

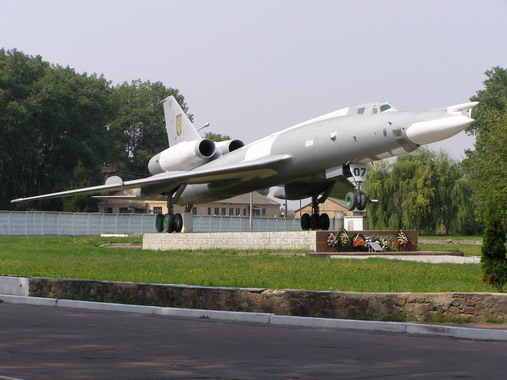
Tu-22 na pomniku w Oziernoje

## Opis techniczny
Metalowy średniopłat o układzie klasycznym. Smukłe skrzydła o dużym skosie 55°, usterzenie klasyczne skośne. Charakterystyczną cechą Tu-22, nadającą samolotowi niepowtarzalny wygląd, są dwie duże gondole silnikowe nad kadłubem, u podstawy statecznika. Załoga trzyosobowa (pilot, nawigator i operator radiostacji, urządzeń elektronicznych i ogonowego działka) w kabinie w nosie samolotu, zaopatrzona w fotele katapultowe (katapultujące się w dół, z minimalnej wysokości 350 m). Podwozie trójpodporowe, golenie główne chowane do gondoli w skrzydłach, spadochron hamujący. Komora bombowa w kadłubie. W wersjach Tu-22K, pocisk rakietowy Ch-22 przenoszony był jedynie częściowo schowany w komorze bombowej. W nosie stacja radiolokacyjna typu PN (Tu-22K) lub Rubin (inne wersje). Uzbrojenie obronne stanowiło działko rewolwerowe R-23 w zdalnie sterowanym stanowisku ogonowym DK-20 w ogonie samolotu (był to jedyny samolot, w którym zastosowano działko R-23 konstrukcji Richtera, o teoretycznej szybkostrzelności 2500 strz./min, ze specjalną amunicją, nie przyjęte oficjalnie na uzbrojenie). W wielu samolotach oraz w wersji P działko było później zamieniane na stację zakłóceń aktywnych. Używane silniki odrzutowe: WD-7M o ciągu 10 500 kg (maksymalnym 16 000 kg); RD-7M2 o ciągu 11 000 kg (maksymalnym 16 500 kg).